# Koczerinowo
Koczerinowo (bułg. Кочериново) – miasto w Bułgarii, w obwodzie Kiustendił, siedziba gminy Koczerinowo. W 2019 roku liczyło 1 987 mieszkańców.